# Municipio de San Ignacio (Sinaloa)
El municipio de San Ignacio  está ubicado en la parte sur del estado mexicano de Sinaloa. Su cabecera municipal es la ciudad homónima.
Según el censo del 2015 el municipio de San Ignacio tenía una población de 21,442 habitantes.
El principal curso de agua de este municipio es el río Piaxtla. La barra de Piaxtla delimita la frontera sur del Golfo de California.

## Subdivisión política
El municipio de San Ignacio se subdivide en 8 sindicaturas:
- Central de San Ignacio
- Estación Dimas
- Contraestaca
- Ixpalino
- Coyotitán
- San Juan
- Ajoya
- San Javier

## Demografía

### Localidades
Las 10 más pobladas en 2010 de acuerdo con el censo de INEGI son las que a continuación se enlistan:
| Localidad              | Población |
| Total Municipio        | 22,527    |
| San Ignacio            | 4,543     |
| Dimas (Estación Dimas) | 3,550     |
| Piaxtla de Abajo       | 1,877     |
| Coyotitán              | 2,305     |
| Duranguito             | 568       |
| San Juan               | 516       |
| Barras de Piaxtla      | 457       |
| La Labor               | 455       |
| Piaxtla de Arriba      | 448       |
| Camino Real de Piaxtla | 416       |

### Poblaciones Importantes
- Estación Dimas: Estación Dimas es un pueblo chico a 60 km de Mazatlán, Sinaloa.
- Piaxtla.
- Coyotitán.
- El Limón de los PerazaEl Limón de los Peraza.
- Ixpalino
- El Carmen
- La Labor

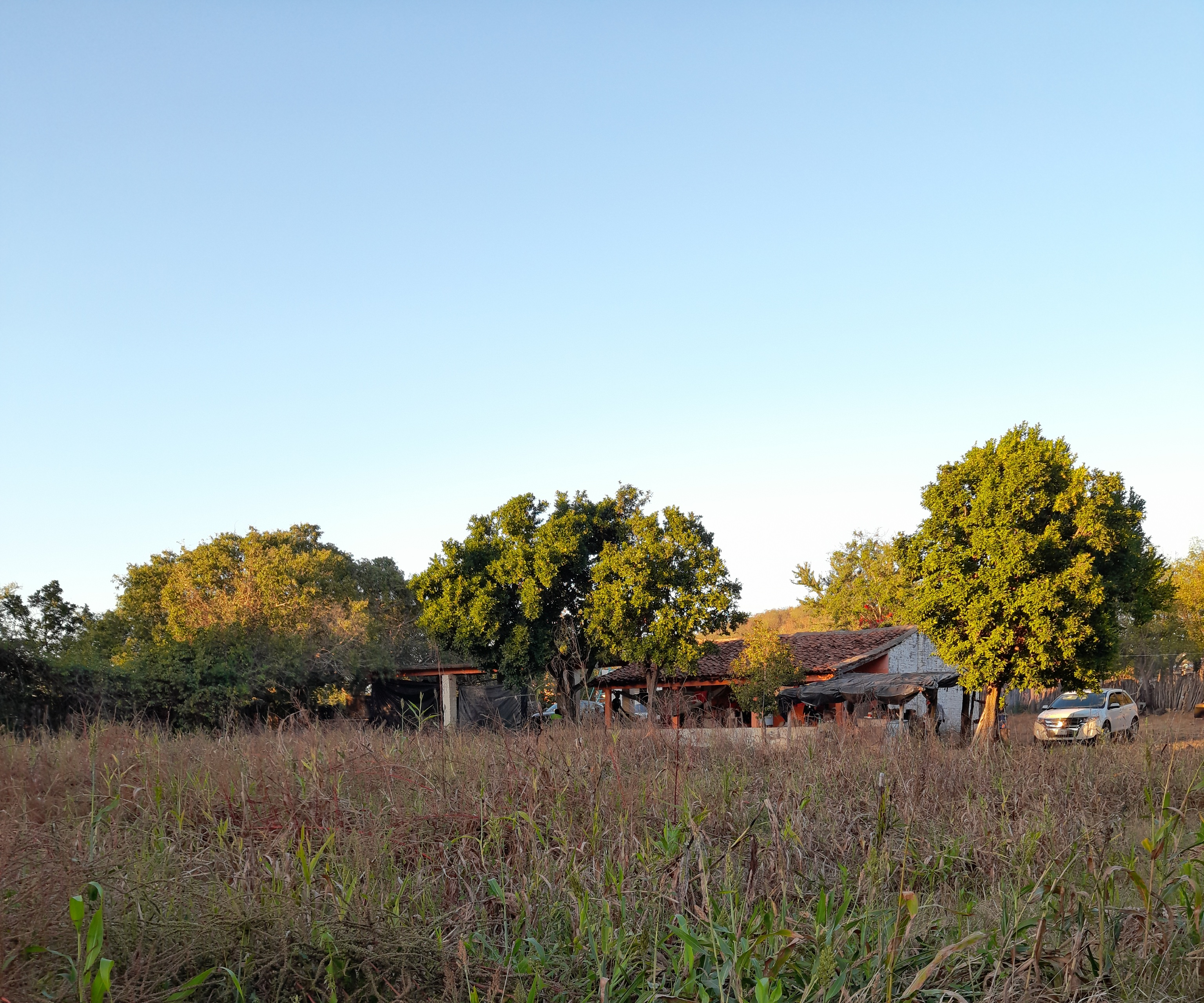
El Limón de los Peraza.

- San Jerónimo de Ajoya, Ranchería Precolombina.
- Campanillas
- San Juan
- Los Humayes
- San Agustín
- Aguacaliente de los Yuriar
- Acatitan
- Cabazán
- San Javier
- Las Lajas

## Política
| Presidente Municipal                                           | Partido                            | Inicio del mandato      | término del mandato     |
| José Osuna Maldonado                                           | Partido Liberal Constitucionalista | 5 de enero de 1915      | 31 de diciembre de 1916 |
| Juan Carranza                                                  | Partido Liberal Constitucionalista | 1 de enero de 1917      | 31 de diciembre de 1917 |
| Malaquías Tolosa                                               | Partido Liberal Constitucionalista | 1 de enero de 1918      | 31 de diciembre de 1918 |
| Federico Osuna                                                 | Partido Liberal Constitucionalista | 31 de diciembre de 1918 | 31 de diciembre de 1920 |
| José María Blancarte L.                                        |                                    | 1 de enero de 1921      | 31 de diciembre de 1922 |
| Ramón Gutiérrez                                                |                                    | 1 de enero de 1923      | 31 de diciembre de 1924 |
| Roberto Lafarga                                                |                                    | 1 de enero de 1925      | 31 de diciembre de 1927 |
| Jesús Manjarrez                                                |                                    | 31 de diciembre de 1927 | 31 de diciembre de 1929 |
| Enrique Bastidas Laveaga                                       |                                    | 1 de enero de 1930      | 31 de diciembre de 1932 |
| Luis G. Bringas                                                |                                    | 1 de enero de 1933      | 31 de diciembre de 1935 |
| Sabino Bastidas                                                |                                    | 1 de enero de 1936      | 31 de diciembre de 1938 |
| Miguel Laveaga                                                 |                                    | 1 de enero de 1939      | 31 de diciembre de 1941 |
| Federico Nafarrate                                             |                                    | 1 de enero de 1942      | 31 de diciembre de 1944 |
| Juan Bautista Lizárraga Escobosa                               |                                    | 1 de enero de 1945      | 31 de diciembre de 1947 |
| Merced Rochín Leyva                                            |                                    | 1 de enero de 1948      | 31 de diciembre de 1950 |
| Raúl Palacios Mendoza                                          |                                    | 1 de enero de 1951      | 31 de diciembre de 1953 |
| José María Blancarte Loaiza                                    |                                    | 1 de enero de 1954      | 31 de diciembre de 1956 |
| Gilberto Tostado                                               |                                    | 1 de enero de 1957      | 31 de diciembre de 1959 |
| Gumercindo Camberos                                            |                                    | 1 de enero de 1960      | 31 de diciembre de 1962 |
| Eugenio Chavarín Zamora                                        |                                    | 1 de enero de 1963      | 31 de diciembre de 1965 |
| Ignacio Castelo Nava                                           |                                    | 1 de enero de 1966      | 31 de diciembre de 1969 |
| Ignacio Torróntegui Millán                                     |                                    | 1 de enero de 1969      | 31 de diciembre de 1971 |
| Homobono Rosas Rodríguez                                       |                                    | 1 de enero de 1972      | 31 de diciembre de 1974 |
| Alfonso Castro Muro                                            |                                    | 1 de enero de 1975      | 31 de diciembre de 1977 |
| José Alberto Monjarrez Bernal                                  |                                    | 1 de enero de 1978      | 30 de diciembre de 1978 |
| Arcadio Sandoval Tolosa (interino)                             |                                    | 31 de diciembre de 1978 | 31 de diciembre de 1980 |
| Francisco Javier Palacios Sarabia                              |                                    | 1 de enero de 1981      | 31 de diciembre de 1983 |
| Fabián Castro Ruíz                                             |                                    | 1 de enero de 1984      | 31 de diciembre de 1986 |
| Octavio Bastidas Mercado                                       |                                    | 1 de enero de 1987      | 31 de diciembre de 1989 |
| Malaquías Arellano Lira                                        |                                    | 1 de enero de 1990      | 31 de diciembre de 1992 |
| Eduwiges Vega Padilla                                          |                                    | 1 de enero de 1993      | 31 de diciembre de 1995 |
| Amado Loaiza Perales                                           |                                    | 1 de enero de 1995      | 31 de diciembre de 1998 |
| Octavio Guerrero Bernal                                        |                                    | 1 de enero de 1999      | 31 de diciembre de 2001 |
| Antonio Loaiza Delgado                                         |                                    | 1 de enero de 2002      | 31 de diciembre de 2004 |
| Ignacio Manjarez López                                         |                                    | 1 de enero de 2005      | 31 de diciembre de 2006 |
| María Gorgonia Bañuelos Peraza                                 |                                    | 1 de enero de 2007      | 31 de diciembre de 2009 |
| Jesús Alfonso Lafarga Zazueta                                  |                                    | 1 de enero de 2010      | 31 de diciembre de 2013 |
| Armando Loiza Peralez                                          |                                    | 1 de enero de 2014      | 31 de diciembre de 2016 |
| Luis Fernando Sandoval Morales                                 |                                    | 1 de enero de 2017      | 31 de octubre de 2018   |
| Iván Ernesto Báez Martínez                                     |                                    | 1 de noviembre de 2018  | 31 de octubre de 2021   |
| Octavio Bastidas Manjarrez                                     |                                    | 1 de noviembre de 2021  | 31 de octubre de 2024   |
| *Alcaldes del Municipio de San Ignacio, desde 1915 hasta 2021. |                                    |                         |                         |

## Límites municipales
Tiene límites administrativos con los siguientes municipios y/o accidentes geográficos, según su ubicación:
| Noroeste: Elota                   | Norte: Cosalá, Tamazula (Durango) |                           |
| Oeste: Elota, Golfo de California |                                   | Este: San Dimas (Durango) |
| Suroeste: Océano Pacífico         | Sur: Mazatlán                     |                           |

## Personajes ilustres
- Profesores, Ángel, Alejandro y Juan Manuel Torróntegui Millán (luchadores sindicales fundadores del SNTE 53)
- Margarito Esparza Nevarez, Alias Tiburoncito, Natural de La Ciénega, Ajoya, San Ignacio, Sin.
- Diego González de Cueto (religioso Jesuita)
- Feliciano Roque, Natural de Guiyapa, San Jerónimo de Ajoya, Lucho Vs invasión Francesa y Porfirismo, fue asesinado en Campanillas, San Ignacio, Sin.(indígena militar).
- Heraclio Bernal Zazueta (proto-revolucionario)
- Nicolás T. Bernal Manjarrez (ideólogo de los Hermanos Flores Magón)
- Epitasio Osuna (matemático)
- Amalia Millán (flolclorista)
- Salvador T. Anaya (músico)
- Rodolfo T. Loaiza (militar y político)
- Gabriel Leyva Velázquez (militar y político)
- Alfonso Millán Maldonado (psiquiatra)
- Romeo Zazueta Tostado (músico y compositor)
- Guillermo Ruiz Gómez (político)
- Renato Arriola Aguilar (ingeniero civil)
- Juan de Dios Guerrero Bernal (escritor)
- Edith Ramirez Covarrubias (pintora)
- Everardo Mendoza Guerrero (originario de El Chaco. Escritor, lingüista, investigador y profesor. Miembro de la Academia Mexicana de la Lengua. Hermano del Académico y Poeta Felipe Mendoza Guerrero)
- Ofelia Cano (Actriz)
- Felipe Mendoza Guerrero (originario de Camacho. Escritor, poeta y Académico. Hermano del Lingüista y Académico Everardo Mendoza Guerrero)
- Guadalupe Ledezma (escritor)
- Jerónimo Aguirre (pintor)
- Heriberto Sánchez Vega (músico)
- Rogelio Bernal Vega (músico y compositor)
- Felipe Bernal Vega (juglar e historiador)
- Tonatiuh Vega Picos (benefactor social y cultural)